# Berlinska podzemna željeznica
U-Bahn Berlin osnovan je 1902. godine i danas ima 10 linija. Iza kratice U-Bahn krije se Untergrundbahn (podzemna željeznica). U vlasništvu je berlinskog prometnog poduzeća "Berliner Verkehrsbetriebe (BVG)". Iako je to pretežno brzi sustav podzemnih željeznica, neke linije prometuju i iznad zemlje. Ova mreža je neizravno povezana sa sustavom S-Bahna koji je također dio sustava berlinskog prometnog poduzeća BVG. Namijenjena je za prometovanje u Berlinu i njemačkoj saveznoj državi Brandenburg.

## Trenutni vozni pravci
| Linija | Vozni pravac                        | Otvorena | Dužina   | Broj stanica |
| ------ | ----------------------------------- | -------- | -------- | ------------ |
| U1     | Uhlandstraße ↔ Warschauer Straße    | 1902.    | 8,81 km  | 13           |
| U2     | Pankow ↔ Ruhleben                   | 1902.    | 20,39 km | 29           |
| U3     | Nollendorfplatz ↔ Krumme Lanke      | 1913.    | 12,10 km | 15           |
| U4     | Nollendorfplatz ↔ Innsbrucker Platz | 1910.    | 2,86 km  | 5            |
| U5     | Alexanderplatz ↔ Hönow              | 1930.    | 18,35 km | 20           |
| U55    | Lehrter Bahnhof ↔ Brandenburger Tor | 2009.    | 1,47 km  | 3            |
| U6     | Alt-Tegel ↔ Alt-Mariendorf          | 1923.    | 19,88 km | 29           |
| U7     | Rathaus Spandau ↔ Rudow             | 1924.    | 31,76 km | 40           |
| U8     | Wittenau ↔ Hermannstraße.           | 1927.    | 18,04 km | 24           |
| U9     | Rathaus Steglitz ↔ Osloer Straße    | 1961.    | 12,52 km | 18           |

Frekvencija prometovanja od četiri do pet minuta radnim danima; od pet do deset minuta poslijepodnevnim satima i vikendom. Rad U-Bahna se zaustavlja nakratko poslije ponoći. Petkom, subotom i prije praznika, U-Bahn prometuje u razmacima svakih 15 minuta tijekom noći, osim linija U3 i U4, te određenih dijelova drugih linija.
Pravac U55 je trenutno u izgradnji i ne prometuje.
U-Bahn se sastoji od dvije odvojene mreže: linija malog profila (Kleinprofil) i linija velikog profila (Großprofil). Maloprofilne linije U1 i U4 (najstarije linije) su napravljene za vlakove koji prometujuu užim šinama (trošinski izloženi naponski sustav). Od dvadesetih godina dvadesetog stoljeća pa sve do danas, sve nove linije su građene da izdrže šire i prostranije vlakove (trošinski skriveni naponski sustav).

## Povijest
Poslije izgradnje Berlinskog zida, U-Bahn mreža je podijeljena između Istočnog i Zapadnog Berlina. Kraj linije U1 u istočnom dijelu grada između Schlesische Tora i Varšavske ulice je zatvoren, dok je postojeća linija U2 podijeljena na dva dijela. Linije U6 i U8 su nastavile s prometom i prolazile su kroz relativno mali dio teritorija Istočnog Berlina. Vlakovi nisu stajali na stanicama u Istočnom Berlinu, koje su se popularno nazivale stanice duhova. Na ovim linija vlakovi nisu stajali sve do 1972. kada je dozvoljeno spajanje dvije linije S-Bahna na stanici Friedichstrasse. Tu je napravljen i granični prijelaz između Istočnog i Zapadnog Berlina.
Prateći pad Berlinskog zida 1989., nekoliko stanica je ponovo otvoreno u obliku graničnih prijelaza. Sve stanice duhova su otvorene u srpnju 1990. Te linije, koje su bile fizički odvojene (trenutne U1 i U2 linije) su otvorene nešto kasnije.

## Vozni park
Dugačka povijest U-Bahna i podjela Berlina znači da je uvijek bilo oskudnosti s upotrebljivim kompozicijama vlakova. Postoje različiti modeli kompozicija za male i velike profile šina. Maloprofilne kompozicije imaju mogućnost prometovanja i na šinama velikog profila, ali ne mogu prometovati na svojim originalnim šinama tijekom različitog energetskog napajanja.
Tijekom devedesetih, neke kompozicije su prodane Sjevernoj Koreji, da bi se upotrijebile u Pjongjanškom metrou.

## Vanjske poveznice
- Up to date map (PDF)  Arhivirana inačica izvorne stranice od 16. travnja 2005. (Wayback Machine)
- Berlinsko prometno poduzeće
- Berlinski U-Bahn
- Karte U-Bahna 1989. i 1999.